# Serra d'en Gibert
La Serra d'en Gibert és una serra situada al municipi de Rabós a la comarca de l'Alt Empordà, amb una elevació màxima de 398 metres.